# Tambolaka
Tambolaka (Kota Tambolaka, Tambolaka city) je gradić u provinciji Istočni Mali sundski otoci, kabupaten jugozapadna Sumba. Tambolaka je sjedište kabupatena Jugozapadna Sumba. Grad Tambolaka i kabupaten Jugozapadna Sumba zajedno imaju 283.818 stanovnika (2010.). U blizini je zračna luka Tambolaka (IATA: TMC, ICAO: WADT, 09°24′34,98″S 119°14′40,18″E) koja se nalazi na sjeverozapadu otoka Sumba. Tambolaka je poznata po marci duhana za lule Tambolaka koji je među iskusnim pušačima lule poznat kao nikotinska bomba delikatna okusa.
Tambolaka je zapravo ime zračne luke. Stvarno bivše ime grad je Waitabula odnosno Weetabula. Na popisu 2015. godine grad je imao 39.065 stanovnika. Nalazi se u zapadnoindonezijskoj vremenskoj zoni (UTC+8).